# Herbert Kierstein
Herbert Kierstein (* 17. Januar 1938 in Grottkau, Provinz Oberschlesien; † 25. Juli 2017) war ein Oberstleutnant des Ministeriums für Staatssicherheit (MfS).

## Leben
Kierstein trat 1955 in das MfS ein. Ab 1958 war er Untersuchungsführer im Bereich Spionagedelikte gegen die DDR. In dieser Funktion war er unmittelbar mit dem Fall des US-Agenten Hannes Sieberer beschäftigt.
Am 1. Oktober 1969 wurde er stellvertretender Referatsleiter und am 1. Oktober 1970 Referatsleiter in der Hauptabteilung IX (Untersuchungsorgan). Am 1. November 1980 stieg er zum stellvertretenden Abteilungsleiter auf und wurde 1981 zum Oberstleutnant befördert. Ab 15. März 1983 fungierte er als Offizier für Sonderaufgaben (OfS) in der Auswertungs- und Kontrollgruppe (AKG) der HA IX und von Februar 1985 bis September 1989 als Leiter der AKG-Arbeitsgruppe Analyse. Bis zu seiner Entlassung 1990 war er ab 1. Oktober 1989 stellvertretender Leiter des Arbeitsbereichs Koordinierung der AKG der HA IX.
Öffentliche Aufmerksamkeit wurde einer Veröffentlichung Kiersteins aus dem Jahr 2005 zuteil. »Verheizt und vergessen. Ein US-Agent und die DDR-Spionageabwehr«. Ko-Autor dieses Buches war der erwähnte Hannes Sieberer, der nach seiner Enttarnung verhört wurde und drei Jahre in Haft saß, bevor er 1985 ausgetauscht wurde.
Der frühere Stasi-Häftling und Mitarbeiter der Gedenkstätte Berlin-Hohenschönhausen Mario Röllig klagte gegen den Verlag Das Neue Berlin wegen falscher Tatsachenbehauptungen und der nicht genehmigten Verwendung eines Fotos von ihm in einem Buch von Kierstein und Gotthold Schramm. In der Verhandlung hatte der Verlag Unterlassungserklärungen zu den Falschzitaten und der nicht genehmigten Fotoveröffentlichung abgegeben. Der Verlag verpflichtete sich, unter Androhung einer Geldstrafe die strittigen Passagen zu streichen und das Foto nicht mehr zu verbreiten.
Der Diplomjurist Kierstein lebte bei Berlin. Er starb an den Folgen einer Herzoperation.

## Veröffentlichungen
- Verheizt und vergessen. Ein US-Agent und die DDR-Spionageabwehr (gemeinsam mit Hannes Sieberer). edition ost, Berlin 2005, ISBN 3-360-01065-5
- Heiße Schlachten im Kalten Krieg. Unbekannte Fälle und Fakten (Herausgeber). edition ost, Berlin 2007, ISBN 978-3-360-01085-8
- Freischützen des Rechtsstaats. Wem nützen Stasiunterlagen und Gedenkstätten? (gemeinsam mit Gotthold Schramm). edition ost, Berlin 2009, ISBN 978-3-360-01810-6
- Drachentöter. Die „Stasi-Gedenkstätten“ rüsten auf. edition ost, Berlin 2012, ISBN 978-3-360-02070-3